# Pollice verso

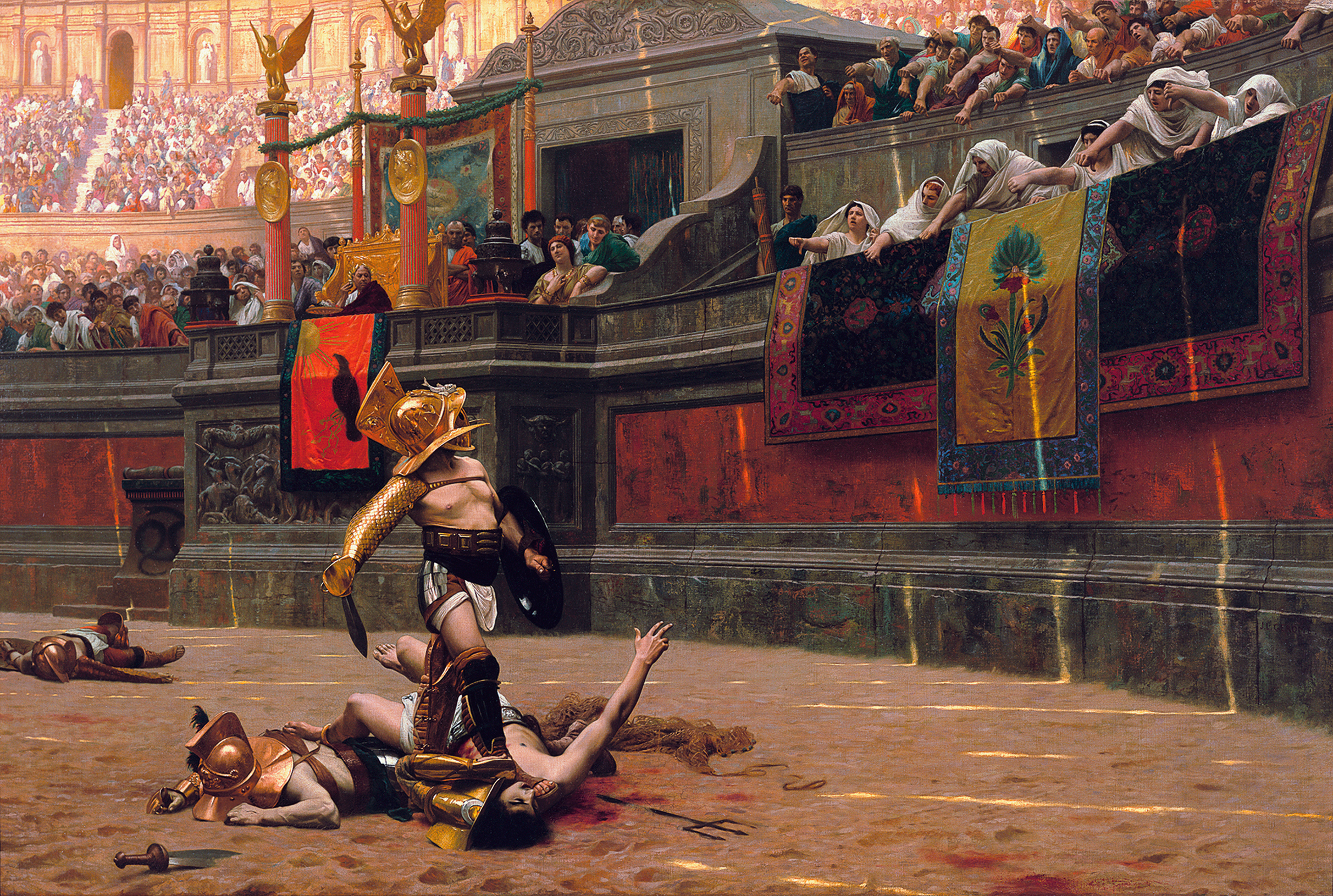
Pollice Verso, Historiengemälde von Jean-Léon Gérôme (Phoenix Art Museum)

Pollice Verso (lateinisch, „mit gedrehtem Daumen“) ist eine Geste, mit der bei Gladiatorenspielen in römischer Zeit das Publikum den Tod des Unterlegenen fordern konnte. Die Geste ist nur in zwei antiken Texten erwähnt, dort aber nicht genauer beschrieben. Abbildungen aus römischer Zeit sind nicht bekannt. Moderne Ansätze zur Rekonstruktion sind zu unterschiedlichen Ergebnissen gekommen. Eine sehr bekannte bildliche Umsetzung des Motivs findet sich auf dem gleichnamigen Historiengemälde von Jean-Léon Gérôme, das auch einen großen Einfluss auf die spätere Wahrnehmung von Gladiatorenspielen gehabt hat. In der modernen populären Kultur wird die Interpretation des Gestus mit gesenktem Daumen häufig wiedergegeben.

## Antike Quellen
Zum ersten Mal erwähnt der römische Satiriker Juvenal im ersten Viertel des 2. Jahrhunderts n. Chr. die Geste. Er schreibt, dass bei Gladiatorenspielen der Pöbel mit dem Signal verso pollice („mit dem gedrehten Daumen“) den Tod des unterlegenen Gladiators fordern darf (Iuv. 3,36).
Die zweite Erwähnung stammt vom spätantiken christlichen Dichter Prudentius aus der Zeit um 400 (Prudentius, c. Symm. II, 1064–1129). Demnach bejubeln die Vestalinnen bei den Spielen in der Arena die Sieger und fordern mit dem Daumensignal (converso pollice) den Tod des Verlierers.

## Das Gemälde von Jean-Léon Gérôme

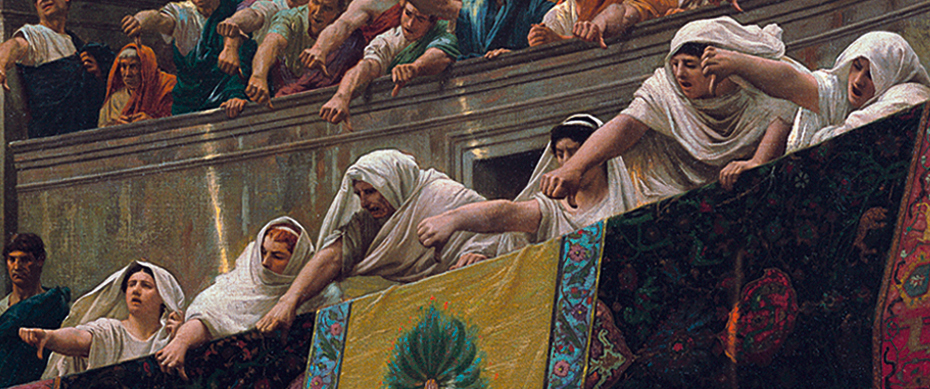
Jean-Leon Gerome Pollice Verso, Detail

Das 1872 entstandene Gemälde von Gérôme ist ein bedeutendes Beispiel der Historienmalerei. Der Künstler hat sich im Vorfeld mit der Thematik auseinandergesetzt und damals bekannte Teile von Gladiatorenausrüstungen in sein Bild übernommen. Der Bildinhalt ist von der Beschreibung bei Prudentius abgeleitet, bei dem die Vestalinnen das entscheidende Todessignal geben. Der Künstler hat sich dabei für die nach unten gereckten Daumen entschieden. Die Priesterinnen haben in der Darstellung einen Logenplatz, der Sieger des Kampfes, ein Secutor, blickt zu ihnen hoch, der unterlegene Retiarius erwartet am Boden liegend den Todesstoß. Kurz nach der öffentlichen Ausstellung des Werkes setzte eine Diskussion um die Daumengeste ein, an der sich auch der Maler selbst beteiligt hat.

## Die Rekonstruktion der Geste
Das Aussehen der Geste ist in den Texten nicht überliefert. Auch antike Abbildungen fehlen. In der Forschung sind verschiedene Rekonstruktionen vorgestellt worden, deren Ergebnisse sehr unterschiedlich sind. Der amerikanische Forscher Edwin Post hat schon am Ende des 19. Jahrhunderts mehrere Ansätze zusammengestellt. So wurde davon ausgegangen, dass der Daumen beim Todesurteil auf den Gladiator in der Arena, also nach unten zeigen sollte. Erwogen wurde aber auch das Gegenteil, also ein aufwärts in Richtung der Kehle oder Brust gedrehter Daumen. Diskutiert wurde auch, ob die Zuschauer den Daumen auf sich selbst, also die eigene Brust oder Kehle richteten, um damit die Richtung des erwünschten Todesstoßes zu verdeutlichen. Da eine einfache, unbewegte Handhaltung auf eine größere Entfernung kaum erkennbar ist, wurden auch erörtert, ob das Publikum zustoßende Bewegungen ausführte. Außer den Gesten waren auch Rufe üblich.

### Der Begnadigungsgestus

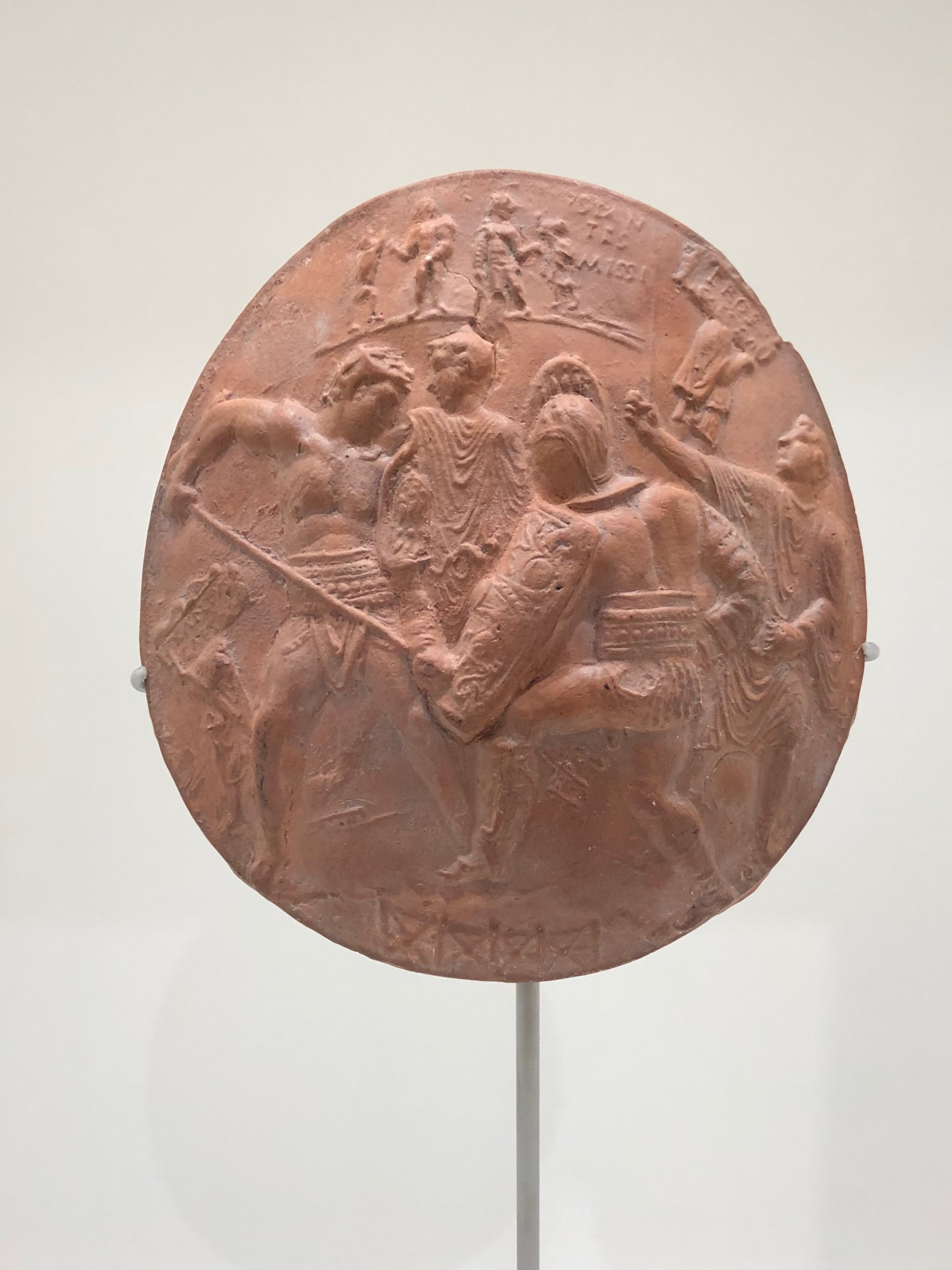
Das Medaillon von Cavillargues (Musée de la Romanité, Nîmes)

In vielen Fällen war es möglich, dass ein unterlegener Gladiator begnadigt werden konnte, wenn er tapfer gekämpft hatte. Auch diese Entlassung des Verlierers konnte das Publikum mit einem Signal wünschen. In der modernen Forschung wird dafür ein Gestus favorisiert, bei dem der Daumen oben an die geschlossene Faust gedrückt wird. Der Begriff für diese Haltung ist in römischer Zeit bei Plinius dem Älteren überliefert (pollicem premere, „den Daumen drücken“). Für eine solche Daumenhaltung sind außerdem Bilddarstellungen bekannt. Auf dem römischen Medaillon von Cavillargues sind ein Retiarius und ein Secutor abgebildet. Die Beischrift STANTES MISSI („stehend entlassen“) am oberen Rand zeigt, dass beide den Kampf überlebt haben. Der Schiedsrichter rechts hat einen Arm erhoben, die Haltung der Faust mit dem angelegten Daumen ist deutlich erkennbar. Auf dem Grabmal des Lusius Storax aus Chieti ist der Verstorbene als Spielegeber dargestellt. Einige Zuschauer halten dort die Fäuste mit angelegtem Daumen dicht am Körper, es handelt sich demzufolge um eine ruhige, unbewegte Geste.

### Rezeption in der populären Kultur
In der populären Kultur wird bei der Darstellung von Gladiatorenkämpfen häufig ein Daumensignal für den Wunsch nach Begnadigung oder einem Todesurteil gezeigt, so etwa in der Comicserie Asterix (Asterix als Gladiator), von Peter Ustinov als Kaiser Nero im Monumentalfilm Quo Vadis oder im Film Gladiator des Regisseurs Ridley Scott. Scott ließ sich dabei unter anderem von Gérômes Gemälde inspirieren. In der populären Kultur wird, entgegen der aktuellen Forschung, üblicherweise ein hochgereckter Daumen bei einer Begnadigung gezeigt. Für das Todesurteil hat sich im Kontrast dazu die Darstellung des abwärts zeigenden Daumens etabliert.

### Jüngere Ansätze
Der Altphilologe Anthony Corbeill hat im Zusammenhang mit der Rekonstruktion der Geste pollice verso betont, dass in der antiken Literatur ausschließlich das Drehen des Daumens erwähnt ist, der Rest der Hand wird dort nicht erwähnt. Es gibt in den antiken Quellen also keinen Hinweis darauf, dass die Hand oder der Arm eine Rolle bei der Ausführung spielten. Von einer zustoßenden Bewegung oder etwas ähnlichem ist dort nicht die Rede. Zu fragen bleibt in diesem Zusammenhang also, auf welche Weise ein Daumensignal auf große Entfernungen sichtbar gemacht werden konnte.
Ein jüngerer Forschungsansatz löst dieses Problem auf, indem es das Signal aus der Arbeit der Schicksalsgöttinnen (Moiren oder Parzen) ableitet, die beim Spinnen (und Abreißen) des Lebensfadens ebenfalls eine Daumenbewegung ausführen. Bei dieser Tätigkeit wird der Daumen im Gelenk gedreht, so wie es mit dem lateinischen Begriff beschrieben wird. Die Handspindel muss dabei immer wieder neu angeworfen werden. Die Todesforderung mit dem gedrehten Daumen, pollice verso, ist demzufolge keine einmalig ausgeführte statische Geste, sondern ein dynamisch ausgeführtes Signal, welches als kontinuierliche Bewegung in einer Menschenmenge auch auf eine größere Entfernung erkennbar war. Für das Spinnen mit der Hand sind auf römischen Abbildungen unterschiedliche Handhaltungen überliefert, der Daumen kann beim Andrehen der Spindel sowohl nach oben wie nach unten weisen. Die Ausrichtung war für das Todessignal daher unerheblich, es ist in beiden Daumenpositionen erkennbar.
Das Einwirken der Parzen auf das Schicksal der Gladiatoren ist auf deren Grabsteinen mehrfach thematisiert worden. Somit ist nachgewiesen, dass in der Antike eine Verbindung zwischen dem Wirken der Gottheiten und dem Leben und Sterben der Arenakämpfer gesehen wurde. Die Grabsprüche schildern etwa, dass die Schicksalsgöttin den Kämpfern einen ungünstigen Faden gesponnen oder dessen Leben mit dem Zerreißen beendet habe.
In einer Textstelle im 8. Buch der Thebais des römischen Dichters Publius Papinius Statius wird außerdem erwähnt, dass die Parzen ein negatives Urteil mit dem Daumen zum Ausdruck bringen. Das Publikum bedient sich in der Arena also der gleichen Bewegungen wie die spinnende Göttin, um den ungünstigen Lebensfaden des Unterlegenen anzuzeigen, wie es auf den Grabsteinen beschrieben ist. Dabei signalisieren die Zuschauer wie die Parze mit dem Daumen, dass sie das Todesurteil des Unterlegenen wünschen.
Die Rekonstruktion des in der Antike als pollice verso beschriebenen Gestus als dynamische, drehende Daumenbewegung ist auch deswegen plausibel, da beim gegenteiligen Gnadensignal pollicem premere die Hand ruhig gehalten wird. Der Teil der Zuschauer, die den Tod des Verlierers wünschte, war demnach deutlich und eindeutig von jenem zu unterscheiden, der sich für eine Begnadigung entschieden hatte.